# 安斯
安斯（法語：Haims，法語發音：[ɛ̃s]）是法国新阿基坦大区维埃纳省的一个市镇，位于该省东部，属于蒙莫里永区。

## 地理
安斯（46°30'9"N, 0°55'7"E）面积32.25 平方千米，位于法国新阿基坦大区维埃纳省，该省份为法国中西部省份，北起曼恩-卢瓦尔省和安德尔-卢瓦尔省，西接德塞夫勒省，南至夏朗德省，东南接上维埃纳省，东临安德尔省。
与安斯接壤的市镇（或旧市镇、城区）包括：昂蒂尼、贝蒂讷、茹埃、茹尔内、维勒莫尔。
安斯的时区为UTC+01:00、UTC+02:00（夏令时）。

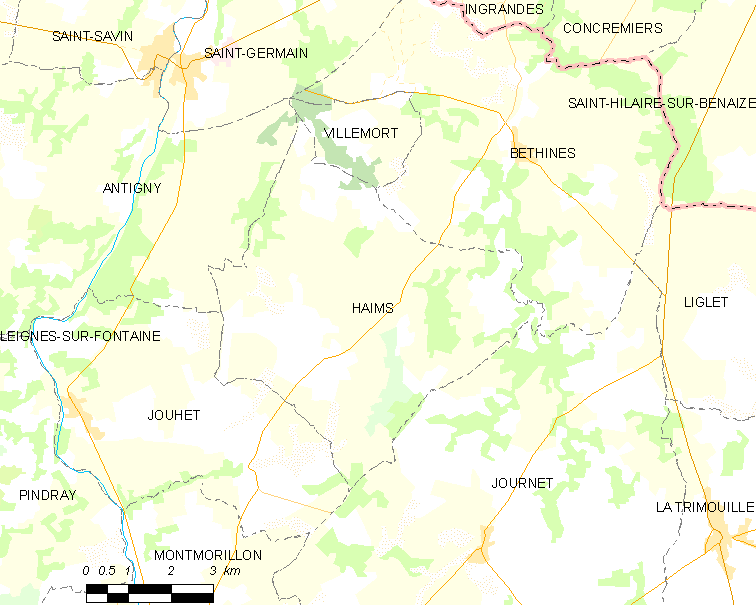
安斯的OSM定位图

## 行政
安斯的邮政编码为86310，INSEE市镇编码为86110。

## 政治
安斯所属的省级选区为蒙莫里永县。

## 人口

1962-2008年间安斯人口变化图示

安斯于2022年1月1日时的人口数量为230人。